# Anderson Packers
O Anderson Packers, também conhecido por Anderson Duffy Packers foi um time de basquetebol localizado em Anderson, Indiana, ativo nas décadas de 40 e 50.
O Packers jogou na National Basketball League de 1946 a 1949. O time transferiu-se para a National Basketball Association na temporada de 1949-50. A franquia retirou-se da NBA em 11 de abril de 1950, quando a organização foi absorvida pela liga. Após aquela temporada a equipe transferiu-se para National Professional Basketball League e encerrou suas atividades em 1951.

## História
| Temporada               | V                      | D                      | %                      | Play-offs              | Resultado              |
| Anderson Packers (NBL)  | Anderson Packers (NBL) | Anderson Packers (NBL) | Anderson Packers (NBL) | Anderson Packers (NBL) | Anderson Packers (NBL) |
| ----------------------- | ---------------------- | ---------------------- | ---------------------- | ---------------------- | ---------------------- |
| 1946-47                 | 24                     | 20                     | 54.5                   |                        |                        |
| 1947-48                 | 42                     | 18                     | 70.0                   | 4-2                    |                        |
| 1948-49                 | 49                     | 15                     | 76.6                   | 6-1                    | Campeão da NBL         |
| Anderson Packers (NBA)  |                        |                        |                        |                        |                        |
| 1949-50                 | 37                     | 27                     | 57.8                   | 4-4                    | Perdeu nas semifinais  |
| Anderson Packers (NPBL) |                        |                        |                        |                        |                        |
| 1950-51                 |                        |                        |                        |                        |                        |